# 徳島県警察
徳島県警察（とくしまけんけいさつ）は、徳島県が設置した警察組織。徳島県内を管轄区域とし、徳島県警と略称する。
警察法上、徳島県公安委員会の管理を受けるが、給与支払者は徳島県知事である。警察庁中国四国管区警察局四国警察支局管内。本部所在地は徳島市万代町二丁目5番地1。シンボルマスコットはうずしお君。

## 体制
警察署 10箇所
交番数 26箇所
駐在所 105箇所
警備派出所 1箇所

## 本部組織
- 警務部
  - 総務課
    - 庶務係
    - 調査係
    - 秘書係
    - 法制係
    - 文書管理係
    - 公安委員会補佐室
      - 公安委員会補佐係

    - 取調べ監督指導室
      - 取調べ監督指導係

  - 情報発信課
    - 庶務係
    - 情報発信係
    - 広聴係
    - 高齢者対策係
    - 情報公開室
      - 情報公開係

    - 警察総合相談センター
      - 警察総合相談係

    - 犯罪被害者支援室
      - 犯罪被害者支援係

    - 犯罪被害者相談所
      - 犯罪被害者相談係

  - 会計課
    - 庶務係
    - 予算係
    - 装備管理室
      - 調度係
      - 装備管理係
      - 装備車両係
      - 装備被服係
      - 車両整備係

    - 監査室
      - 監査第1係
      - 監査第2係
      - 監査第3係
      - 出納反則金係

  - 拠点整備課
    - 庶務係
    - 拠点企画係
    - 営繕係
    - 管財係
    - 施設支援係

  - 警務課
    - 庶務係
    - 人事係
    - 拳銃管理係
    - 車両運用係
    - 通信係
    - キャリア支援係
    - 給与管理室
      - 給与制度係
      - 給与管理係

  - 留置管理課
    - 留置管理係
    - 護送係

  - 監察課
    - 庶務係
    - 監察第1係
    - 監察第2係

  - 厚生課
    - 庶務係
    - 健康管理係
    - 健康指導係
    - 共済係
    - 厚生係

  - 企画・サイバー警察局
    - 総務・企画課
    - サイバー戦略推進課
      - サイバー支援係
      - 人材育成係

    - 情報管理課
      - 庶務係
      - 企画指導係
      - 情報セキュリティ係
      - 開発運用係
      - 捜査・技術支援係
      - 照会センター
        - 照会第1班
        - 照会第2班
        - 照会第3班
        - 資料係

- 生活安全部
  - 生活安全企画課
    - 庶務係
    - 企画係
    - 生活安全係
    - 高齢者対策係
    - ストーカー対策室
    - 許可事務指導室
      - 指導係
      - 風俗係
      - 保安係
      - 営業係

  - 地域課
    - 庶務係
    - 企画係
    - 管理係
    - 地域指導係
    - 職務質問指導係
    - 警察船舶係
    - 地域特務係
    - 広域自動車警ら隊
      - 企画係
      - 第1小隊
      - 第2小隊
      - 第3小隊
      - 南部方面隊
      - 西部方面隊

    - 鉄道警察隊
      - 企画係
      - 小隊
      - 徳島分駐班
      - 鳴門分駐班
      - 阿南分駐班
      - 池田分駐班

  - 通信指令課
    - 庶務係
    - 企画指導係
    - システム管理係
    - 通信指令第1班
    - 通信指令第2班
    - 通信指令第3班

  - 少年女性安全対策課
    - 庶務係
    - 子ども・女性安全対策係
    - 人身安全企画指導係
    - 人身安全事件係
    - 人身安全保護対策係
    - 少年企画係
    - 少年事件係
    - 少年サポートセンター
      - 少年支援・補導・相談係

  - 生活環境課
    - 庶務係
    - 指導係
    - 生活安全特捜第1係
    - 生活安全特捜第2係

- 刑事部
  - 刑事企画課
    - 捜査支援分析管理官
    - 庶務係
    - 企画係
    - 指導係
    - 教養係
    - 被害者支援係
    - 公判対応係
    - 共助係
    - 高齢者対策係
    - 犯罪統計係
    - 情報分析係
    - 手口係

  - 捜査第一課
    - 庶務係
    - 盗犯係
    - 火災犯係
    - 特殊事件係
    - 科学捜査係
    - 広域捜査係
    - 強行犯係
    - 性犯罪捜査係
    - 検視係
    - 機動捜査隊
      - 機動捜査第1班
      - 機動捜査第2班
      - 機動捜査第3班
      - 西部分駐隊

  - 捜査第二課
    - 庶務係
    - 告訴指導係
    - 知能犯企画指導係
    - 知能犯事件係
    - 特殊詐欺対策係
    - 知能犯特捜第1係
    - 知能犯特捜第2係
    - 選挙係
    - 組織犯罪対策室
      - 庶務係
      - 被害者支援係
      - 国際犯罪対策係
      - 暴力団対策係
      - 暴力犯特捜係
      - 特殊詐欺連合捜査係
      - 薬物銃器対策係
      - 情報収集活動指導係

  - 鑑識課
    - 庶務係
    - 指導係
    - 写真係
    - 足痕跡係
    - 指紋係
    - 機動鑑識隊
      - 機動鑑識第1班
      - 機動鑑識第2班
      - 機動鑑識第3班
      - 機動鑑識第4班

  - 科学捜査研究所
    - 庶務係
    - 法医科
    - 化学科
    - 物理第1科
    - 物理第2科
    - 人文科
    - 指導係

- 交通部
  - 交通企画課
    - 庶務係
    - 企画係
    - 安全係
    - 事故分析係
    - 交通安全教育隊
      - 交通安全教育係

    - 高齢者交通安全対策室
      - 高齢者交通安全対策係

  - 交通規制課
    - 庶務係
    - 施設係
    - 規制第1係
    - 規制第2係
    - 交通管制センター
      - 管制係

  - 交通指導課
    - 庶務係
    - 指導取締係
    - 駐車対策係
    - 交通捜査係
    - 被害者支援係
    - 特捜係
    - 交通鑑識係
    - 公判対応係
    - 徳島交通反則通告センター
      - 交通反則通告係

  - 運転免許課
    - 庶務係
    - 行政処分係
    - 運転者教育係
    - 運転適性検査係
    - 試験係
    - 教習所係
    - 運転免許管理室
      - 企画運用係
      - 運転免許管理係

    - 徳島県運転免許センター

  - 高速道路交通警察隊（徳島自動車道旧徳島本線料金所跡付近)
    - 庶務係
    - 企画指導係
    - 被害者支援係
    - 事件係
    - 第1小隊
    - 第2小隊
    - 第3小隊
    - 脇町分駐隊（徳島自動車道脇町IC内）
    - 鳴門分駐隊（神戸淡路鳴門自動車道鳴門北IC内）

- 警備部
  - 公安課
    - 庶務係
    - 企画係
    - 情報係
    - 事件係
    - 高齢者対策係
    - 外事・国際テロリズム対策室
      - 外事係
      - 国際テロリズム対策係
      - サイバー攻撃対策係

  - 警備課
    - 庶務係
    - 警備実施係
    - 災害対策係
    - 警衛係
    - 警護係
    - 警察航空隊
      - 管理係
      - 飛行係
      - 整備係
      - 特務係

  - 機動隊
    - 庶務係
    - 訓練指導係
    - 装備係
    - 第1中隊
      - 第1小隊
      - 第2小隊

    - 第2中隊
      - 第1小隊
      - 第2小隊

- 徳島県警察学校
  - 庶務係
  - 教務係
  - 寮務係

## 警察署
警察署数は10。
| ※    | 地域 | 警察署名称       | 所在地                     | 管轄区域                                                                         | 前身                                 |
| ---- | ---- | ---------------- | -------------------------- | -------------------------------------------------------------------------------- | ------------------------------------ |
| 徳島 | 東部 | 徳島中央警察署   | 徳島市徳島町一丁目         | 徳島市東部（内町・八万・多家良地区など）、名東郡佐那河内村                       | 徳島東警察署                         |
| 徳島 | 東部 | 徳島名西警察署   | 徳島市庄町三丁目           | 徳島市西部（佐古・加茂・加茂名・不動・入田・国府地区など）、名西郡石井町・神山町 | 徳島西警察署                         |
| 徳島 | 東部 | └石井分庁舎      | 石井町石井字石井           | 徳島市西部（佐古・加茂・加茂名・不動・入田・国府地区など）、名西郡石井町・神山町 | 石井警察署                           |
| 徳島 | 東部 | 徳島板野警察署   | 板野郡北島町鯛浜字川久保   | 板野郡北島町・松茂町、徳島市北部（川内・応神地区）、板野郡板野町・上板町・藍住町 | 徳島北警察署                         |
| 徳島 | 東部 | └板野分庁舎      | 板野町大寺字大向           | 板野郡北島町・松茂町、徳島市北部（川内・応神地区）、板野郡板野町・上板町・藍住町 | 板野警察署                           |
| 徳島 | 東部 | 鳴門警察署       | 鳴門市大津町吉永           | 鳴門市                                                                           |                                      |
| 徳島 | 東部 | 小松島警察署     | 小松島市日開野町           | 小松島市、勝浦郡勝浦町・上勝町                                                   |                                      |
| 徳島 | 東部 | 阿波吉野川警察署 | 吉野川市川島町川島         | 吉野川市・阿波市                                                                 | 川島警察署、吉野川警察署、市場警察署 |
| 徳島 | 東部 | └阿波分庁舎      | 阿波市市場町香美字原田     | 吉野川市・阿波市                                                                 | 阿波警察署                           |
| 徳島 | 西部 | 美馬警察署       | 美馬市脇町字拝原           | 美馬市、美馬郡つるぎ町、三好郡東みよし町（毛田・中庄の各一部）                   | 脇町警察署                           |
| 徳島 | 西部 | 美馬警察署       | 美馬市脇町字拝原           | 美馬市、美馬郡つるぎ町、三好郡東みよし町（毛田・中庄の各一部）                   | 貞光警察署、つるぎ警察署             |
| 徳島 | 西部 | 三好警察署       | 三好市池田町ウエノ         | 三好市、三好郡東みよし町（毛田・中庄の各一部を除く）                             | 池田警察署                           |
| 徳島 | 南部 | 阿南警察署       | 阿南市富岡町トノ町         | 阿南市、那賀郡那賀町                                                             | 阿南警察署、那賀警察署               |
| 徳島 | 南部 | 牟岐警察署       | 海部郡牟岐町大字中村字山田 | 海部郡牟岐町・美波町・海陽町                                                     | 日和佐警察署                         |

警察署の再編
- 2004年10月1日:川島警察署が「吉野川警察署」に改称。
- 2005年3月1日:鷲敷警察署が「那賀警察署」に、脇町警察署が「美馬警察署」に、貞光警察署が「つるぎ警察署」にそれぞれ改称。
- 2005年4月1日:市場警察署が「阿波警察署」に改称。同時に阿波市吉野町域が板野警察署から阿波警察署に移管。
- 2006年3月1日:池田警察署が「三好警察署」に改称。
- 2014年4月1日:吉野川警察署と阿波警察署が統合し、「阿波吉野川警察署」に改称し阿波警察署は分庁舎となる。つるぎ警察署が美馬警察署に統合し分庁舎となる。
- 2018年4月1日:徳島東警察署が徳島中央警察署に名称変更。また、石井警察署が徳島西警察署に統合し徳島名西警察署に名称変更し分庁舎となる。さらに、板野警察署が徳島北警察署に統合し徳島板野警察署に名称変更し分庁舎となる。
- 2020年4月1日:那賀警察署が阿南警察署に統合、那賀警察署庁舎は那賀交番となる[1]。

## 主な事件
- 1963年（昭和38年） 森吉事件
- 1985年（昭和60年）6月3日 徳島隣人3人射殺事件
- 1999年（平成9年）12月25日 徳島自衛官変死事件
- 2001年（平成13年）4月20日 - 徳島・淡路父子放火殺人事件

### 未解決事件
| 事件名                                                  | 発生           | 概要 | 捜査                                               |
| ------------------------------------------------------- | -------------- | --- | -------------------------------------------------- |
| 川内村酒店員強盗殺人事件                                | 1914年11月21日 | 川内村（現徳島市）で酒店員（24）が商品の酒樽を運び終えて帰る途中に背後から両刀の小刀で刺され殺害される。刺し傷は肺にまで達していた。荷車に財布が紐でくくり付けられていたが、紐が切られて奪われていた。 | 時効                                               |
| 小松島町庵坊強殺・放火事件                              | 1929年12月15日 | 小松島町（現小松島市）の庵で火災が発生し、現場から頭部を斧で割られた庵主の遺体が発見された。 | 時効                                               |
| 徳島市物品販売業老夫婦殺害事件                          | 1930年5月6日   | 徳島市の住宅で物品販売業者（74）と内縁夫（64）が就寝中、頭部を棍棒で殴打され殺害された。犯人は2階の窓から侵入しており、殺害後、店の戸棚にあった酒をラッパ飲みしている。被害品は不明。 | 時効                                               |
| 強盗殺人事件（塩津事件）                                | 1950年         | 1953年2月19日に被疑者が浮上しているが、立件されていない。 | 時効                                               |
| 徳島市女性強盗殺人事件                                  | 1950年         | | 時効                                               |
| 徳島ラジオ商殺し事件                                    | 1953年11月5日  | 個別記事を参照 | 時効                                               |
| 拉致の可能性を排除できない事案                          | 1955年1月14日  | 農業手伝いの男性（19）が東京に住む弟に会いに行くと言って、暗くなってから美馬町の自宅から出かけ、行方不明となる。 | 捜査中（徳島県警・特定失踪者問題調査会）           |
| 徳島市老人殺害事件                                      | 1955年10月17日 | 徳島市の住宅で男性（80）が惨殺されているのを家族が発見。男性は頭部を鈍器で殴られたのが致命傷だったが、首を紐で絞められた上、左手首の動脈まで切られていた。 | 時効                                               |
| 応神村日用雑貨商女性殺害事件                            | 1956年2月2日   | 2月7日、応神村（現徳島市）の住宅の戸が開いているのを不審に思った隣人が頸動脈を切られ殺された被害者（60）を発見。枕元の小物入れから金が盗まれた跡があった。物取りと恨みの両面で捜査。 | 時効                                               |
| 拉致の可能性を排除できない事案                          | 1961年9月24日  | 看護師の女性（18）が徳島市の眉山公園山頂で目撃されたのを最後に行方不明。前日9月23日、香川県大川郡引田町のバーで友人に目撃されている。 | 捜査中（香川県警・特定失踪者問題調査会）           |
| 徳島市養豚業者殺害事件                                  | 1963年10月23日 | 徳島市の住宅で養豚業者（76）が後頭部を殴られ血まみれになっているのを同居人が発見、被害者は出血多量で翌日死亡。現金が見つからず、当初は強盗殺人とみられていたが、室内から発見されたため、怨恨や痴情の線でも捜査された。有力容疑者も数人浮かんだが、物証が無かった。 | 時効                                               |
| 徳島市建設作業員女性強盗殺人事件                        | 1963年12月13日 | 建設作業員の女性（53）が徳島市の自宅近く路上で殴られ、1万円前後が入っていたとみられる財布を奪われた上、用水路に投げ込まれた。被害者は2日後に水死体で発見された。1966年になってタクシー強盗で逮捕された男が自供したが、物証が無く立件されなかった。 | 時効                                               |
| 拉致の可能性を排除できない事案                          | 1974年12月29日 | 徳島市の女性（21）が夜、「ちょっと出掛ける」と自宅を出た後行方不明。 | 捜査中（徳島県警）                                 |
| 徳島公園女性殺害事件                                    | 1980年3月17日  | 徳島市の徳島中央公園の堀で家事手伝いの女性（22）が水死体で発見された。右頬と左太腿に刃物によるものと思われる切り傷があった。被害者は16日18時頃出掛け、徳島駅前で買い物をした後は21時過ぎまで現場近くの喫茶店に滞在、その後帰宅途中に事件に巻き込まれたとみられる。 | 時効                                               |
| 貞光町4歳男児失踪事件（拉致の可能性を排除できない事案） | 1989年3月7日   | 男児（4）が、貞光町（現つるぎ町）の親類宅前を父、姉、弟、従姉妹とともに数分散歩し、両親が40秒ほど目を離した間に行方不明となる。すぐに大規模な捜索が行われたが発見には至らなかった。16日には男児と同じ幼稚園に通わせているというが、実在しない「ナカハラマリコの母親」を名乗る徳島弁の女から見舞金の送り先を尋ねる不審な電話が徳島県の親類宅にいる母親宛にかかってきている。目撃情報は同県の海岸をはじめ、四国遍路、中国地方のレンタルビデオ店、北海道倶知安町、山形県米沢市のデパート、横浜の地下鉄など、各地から相次いだが、いずれも発見には結びつかなかった。2018年にはTBS系列で放送された番組『緊急!公開大捜索SP』内で記憶喪失者として紹介された男性が男児に似ているとされ、DNA鑑定が行われる予定だったが、別人と判明したため、見送られている。 | 捜査中（徳島県警・茨城県警・特定失踪者問題調査会） |
| 井川町身元不明女性殺害・死体遺棄事件                    | 1991年7月21日  | 7月21日、井川町（現三好市）の山中の県道沿いで、焼けた女性の遺体が見つかった。司法解剖の結果、女性は20代で死因は絞殺と判明。殺害された後現場に運ばれて焼かれたとみられる。被害者に該当する捜索願は出されていなかった。現場付近にはオイル缶が残されており、購入先は神戸市垂水区の量販店と特定された。以上の点から警察は、被害者は垂水区居住で、犯人は顔見知りとみて捜査したが、被害者の身元も不明のまま時効となった。 | 時効                                               |

## 不祥事
警察署名は発覚当時の名称。
- 2012年5月 - 小松島警察署地域課の40代男性巡査部長が、警察手帳を偽造して大阪市在住の少年など警察マニアに販売していたとして、有印公文書偽造容疑で大阪府警察に逮捕され懲戒免職処分になった[21]。
- 2012年11月 - 鳴門警察署地域課の20代男性巡査が業務と関係なく他人の自動車運転免許証の記載事項の照会を繰り返したとして懲戒処分　※2017年（平成29年）7月21日付徳島新聞朝刊27面
- 2014年7月 - 警察署に勤務する20代男性巡査が道交法で定められた基準値を下回る酒気を帯びて乗用車を運転したとして懲戒処分　※2017年（平成29年）7月21日付徳島新聞朝刊27面
- 2015年4月 - 徳島東警察署の50代女性巡査部長と30代女性巡査長が交通切符に事実と異なる内容を記載したとして書類送検　※2017年（平成29年）7月21日付徳島新聞朝刊27面
- 2015年7月 - 徳島東警察署の20代女性巡査が勤務中にバイクで転倒し、自転車の女性に接触する事故を起こしたのに届け出ず、自動車運転処罰法違反と道交法違反の両容疑で書類送検　※2017年（平成29年）7月21日付徳島新聞朝刊27面
- 2015年9月 - 板野警察署刑事課長の男性警部が女性警察職員に複数回にわたり、不適切な性的言動を繰り返したとして懲戒処分　※2017年（平成29年）7月21日付徳島新聞朝刊27面
- 2015年12月 - 那賀警察署の30代男性巡査長が車の運転方法を巡ってトラブルになったドライバーに暴行し、傷害の疑いで懲戒処分　※2017年（平成29年）7月21日付徳島新聞朝刊27面
- 2016年9月上旬 - 徳島県警察学校長を務める男性警視が、徳島県松茂町内の国道において、制限時速の60kmを超過する90kmで走行し、道路交通法に違反したとして赤切符を切られていたことが判明し、県警は同年9月23日付でこの警視を本部長訓戒処分とした[22]。
- 2017年7月 - 鳴門警察署地域課の20代巡査が警察官舎内の同僚の女性警察官の部屋に侵入し下着を盗んだとして、住居侵入と窃盗の疑いで逮捕。罰金30万円の略式命令後懲戒免職処分（懲戒免職処分者は2012年以来、2016年には減給処分者がのちに依願退職）　※2017年（平成29年）7月21日付徳島新聞朝刊27面および8月10日付徳島新聞朝刊31面
- 2017年8月23日 - 鳴門警察署警務課留置管理係の男性巡査長が、事件の被害者や留置された被疑者などが記された日報を、ファクスで本部警務課留置管理室に送信するところを誤って徳島弁護士会にも送信。弁護士会からの指摘を受け回収するとともに、弁護士会と関係者に謝罪したと発表。　※徳島新聞朝刊8月24日付31面
- 2019年5月23日 - 県警の51歳の男性警視が、徳島中央警察署の広報担当を務めていた2018年5月から2019年1月頃に掛け、取材で同署を訪れた徳島新聞の男性記者（20代）に対して「頭悪いんか」「記者やめろ」などの人格を否定するような暴言を計13回吐いたり、ファイルを机に叩き付けて怒鳴り声を上げるなどの威圧的な行動を取ったりしたとして、県警はこの警視を本部長注意の処分とした[23]。
- 2019年12月23日 - 県警は、同じ警察署に勤務する男性警部（50代）と男性警部補（40代）をそれぞれ所属長注意の懲戒処分とした。2人は4～10月、他の署員らの前で別部署の女性署員に「(仕事を)何でも振ってくるな」と怒鳴り声を上げた。また、警察無線の音声に対して「下手くそ」と繰り返しなじるなどし、勤務環境を悪化させた。また男性警部補は10月、別の女性署員に「何さまのつもりな」などと複数回怒鳴ったほか、「お茶くらい入れてくれたらいいのに」とセクハラ発言もした。また指導監督責任を問い、2人の上司である男性副署長（40代）も口頭厳重注意の懲戒処分とした[24]。
- 2020年3月18日 - 男性巡査部長（30代）が2019年10月～2020年1月の間、部下に「あほか」と2回暴言を浴びせたり、頭をはたいたりするパワーハラスメントをはたらいたとして、県警は18付で男性巡査部長を本部長注意の懲戒処分とした[25]。